# IEEE 802.11r
IEEE 802.11r je doplněk standardu bezdrátových sítí IEEE 802.11, který definuje rychlé přechody mezi Basic Service Set (BSS). Schválený byl roku 2008. Umožňuje připojení v pohybu například ve vozidlech pomocí rychlých neznatelných přechodů (zažitý je anglický termín handoff nebo handover) mezi jednotlivými přístupovými body. Přechody jsou podporovány pod „a“, „b“ i „g“ implementací, ale pouze pro data přenášená pomocí doplňku IEEE 802.11f neboli Inter-Access Point Protocol (IAPP). Výpadek během přechodu je příliš dlouhý k podpoře audio nebo video aplikací.
Protokol umožňuje bezdrátovému klientu vytvořit zabezpečené připojení k novému přístupovému bodu s definovanou kvalitou služeb (QoS) ještě před tím, než se k němu provede přechod. Díky tomu je výpadek spojení kratší než 50 ms a minimalizuje se tak výpadek aplikace. Navíc celkové změny protokolu nepřináší nové bezpečností díry a jsou zpětně kompatibilní s původními přístupovými body, které tento doplněk nepodporují.